# Fontenay-sous-Fouronnes
Fontenay-sous-Fouronnes es una localidad y comuna francesa situada en la región de Borgoña, departamento de Yonne, en el distrito de Auxerre y cantón de Coulanges-sur-Yonne.

## Demografía
| 204 | 237 | 225 | 228 | 253 | 230 | 240 | 234 | 240 | 237 | 250 | 252 | 239 | 233 | 240 | 204 | 190 | 190 | 189 | 176 | 128 | 146 | 145 | 137 | 126 | 121 | 105 | 101 | 85 | 76 | 74 | 73 | 75 |
| Para los censos de 1962 a 1999 la población legal corresponde a la población sin duplicidades (Fuente: INSEE [Consultar]) |     |     |     |     |     |     |     |     |     |     |     |     |     |     |     |     |     |     |     |     |     |     |     |     |     |     |     |    |    |    |    |    |